# Éditions Vaillant
Pour les articles homonymes, voir Vaillant.
Les Éditions Vaillant, éditeur de bande dessinée français, ont été actives des années 1940 à 1993 et connues principalement pour avoir publié Vaillant puis Pif Gadget.

## Histoire
Fondée en juillet 1946, les Éditions Vaillant est une société anonyme au capital de 100 000 francs français dont les actionnaires sont choisis parmi les anciens membres du Front patriotique de la jeunesse (FPJ) et dans les rangs des militants et compagnons de route du Parti communiste français (PCF). La maison d'édition, désormais Éditions Vaillant Miroir Sprint (VMS) depuis 1979, est établie au 126, rue La Fayette dans le 10e arrondissement de Paris, depuis son origine.

### Collaborateurs
| Nom               | Date | Poste                             |
| ----------------- | ---- | --------------------------------- |
| Pierre Bellefroid | 1965 | président directeur général (PDG) |

## Liste des périodiques publiés
Ne sont listés que les périodiques ayant publié du matériel inédit.

### Périodiques pour garçons et adolescents
- Vaillant (1945-1969)
- Collection Les Grandes Aventures (1960-1962)
  - 18 tomes de héros variés, tous scénarisés par Roger Lécureux en parution bimestrielle, environ 60 pages chacun
  - Spécial Grandes Aventures, republication en 6 tomes des précédents, environ 180 pages chacun
- Pif Gadget (1969-1993)
- Rahan (Trois séries, 1971-1987)

### Périodiques pour filles
- Vaillante (1946-1949)
- Dimanche fillettes (1949-1950)
- Pif Spécial filles (1983-1984)
- Filles magazine (1985)

### Périodiques pour petits enfants
- Roudoudou les belles images (1950-1969), proche de Vaillant mais publié par une structure tierce, Roudoudou-Riquiqui les belles images
- Riquiqui les belles images (1951-1969), même remarque
- Pipolin les gaies images (1957-1963)
- Pat et Chou (1963-1967)
- Pifou, puis Les Belles Histoires de Pifou (1975-1987), puis Pifou, 2e série (1987-1991)

### Poches
- Pif poche (1962-1993)
- Pif poche spécial jeux hors série (grand format) (1977-1984)
- Group Group poche (1963-1964)
- Placid et Muzo poche (1964-1993)
- Arthur poche (1964-1977)
- Totoche poche (1966-1976)
- Pifou poche (1966-1980)
- Gai-Luron poche (1967-1976)
- Les As poche (1967-1968)
- L'Insaisissable poche (1967-1968)
- Léo poche (1974-1980)
- Hit Parade Comique Poche (1976-1980)
- Les Rois du rire poche (1976-1980)
- Dicentim poche (1978-1980)
- Le Journal de Ludo (1979-1980)
- Nasdine Hodja Poche

### Petits formats
- 34, puis 34 Caméra, puis Camera (1949-1955)
- Pif gadget aventure puis Pif parade aventure
- Pif parade comique 1ere série puis Pif parade comique 2e série
- Vive l'Aventure

### Documentation
- Gilles Plas, « Autour de Vaillant (I) », dans Le Collectionneur de bandes dessinées no 54, octobre 1986
- Gilles Plas, « Autour de Vaillant (II) », dans Le Collectionneur de bandes dessinées no 64, printemps 1990, p. 26-35